# 陈庄龙兴寺丈九佛
陈庄龙兴寺丈九佛，位于山东省济南市长清区文昌街道。是中华人民共和国山东省省级文物保护单位之一。
2013年，列入第四批山东省文物保护单位，该文物保护单位是一座石窟寺及石刻。